# Andrej Bogoljoebski
Andrej Joerjevitsj Bogoljoebski (? - 29 juni 1174) was een vorst van Vysjgorod (1149 en 1155), Dorogoboezj (Wolynië) (1150-1151), Rjazan (1153) en Vladimir (1157-1174). Hij was de zoon van Joeri Dolgoroeki en een Koemaanse prinses, de dochter van kan Aepa en kleindochter van kan Jasin, en heilige van de Russisch-Orthodoxe Kerk (gedenkdag 17 juli [O.S. 4 juli] en in de gedenkdagen van de heiligen van Vladimir en Wolynië). Hij kreeg zijn bijnaam "Bogoljoebski" naar de naam van de stad Bogoljoebovo in de buurt van Vladimir, zijn hoofdverblijf.
Tijdens het bewind van Andrej Bogoljoebski verwierf het vorstendom Vladimir-Soezdal een aanzienlijke macht in het Kievse Rijk. De daden van Andrej worden door sommige historici gezien als een poging om het politieke systeem van het Kievse Rijk omver te werpen. Andrej Bogoljoebski zou voor het eerst ideeën over troonopvolging hebben veranderd. Andere historici zien helemaal geen breuk, maar een voortzetting van eerdere praktijken.

## Geboortejaar
Volgens moderne studies was de geboortedatum van zijn vader Joeri rond 1099-1100. Dienovereenkomstig kan het geboortejaar van Andrej (Joeri's tweede zoon) worden geschat rond 1120/1125. 
Andrej werd voor het eerst in kronieken genoemd in 1146. In 1160 werd een dochter van Bogoljoebski, Rostislava, uitgehuwelijkt aan Svjatoslav van Vsjtsjizjk, en in 1168 stierf een andere dochter (naam onbekend), getrouwd met Oleg Svjatoslavitsj van Starodoeb. De partijdig geschreven Soezdalse Kroniek verheerlijkt de daden van Andrej, terwijl de Kievse Kroniek meer evenwichtig of openlijk kritisch is over wat hij heeft gedaan.

## Tijdens het leven van Joeri Dolgoroeki

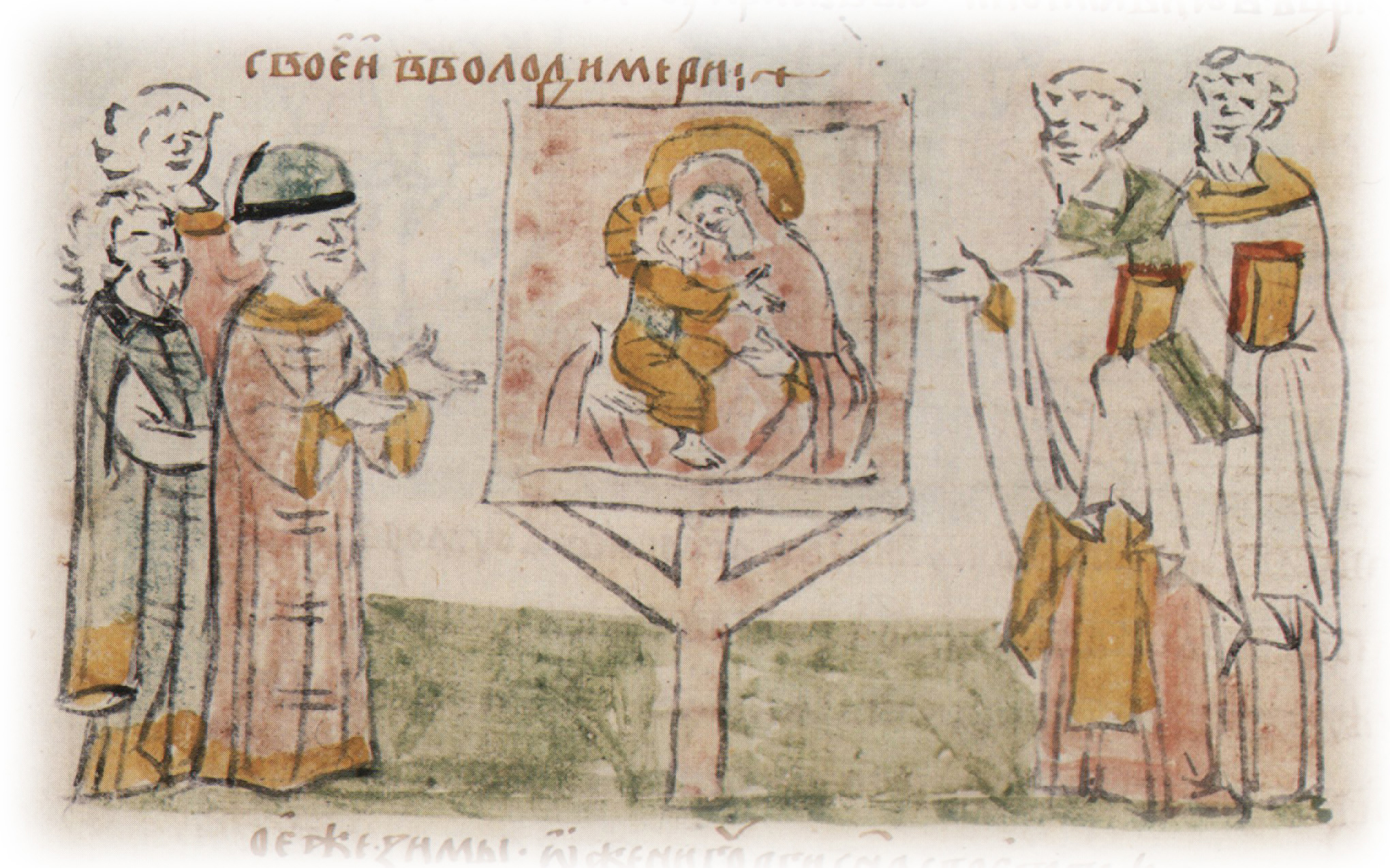
het opzetten van de icoon van de Moeder Gods door Andrej Bogoljoebski in de kathedraal van de Ontslapenis van de Moeder Gods in 1158-1160
- miniatuur uit de Radziwiłłkroniek, eind 15e eeuw

In 1146 verdreef Andrej samen met zijn oudere broer Rostislav, Rostislav Jaroslavitsj, een bondgenoot van Izjaslav Mstislavitsj, uit Rjazan, welke vluchtte naar de Koemanen.
In 1149, na de bezetting van Kiev door Joeri Dolgoroeki, ontving Andrej de stad Vysjgorod van zijn vader, en nam deel aan de campagne tegen Izjaslav Mstislavitsj in Wolynië. Hij toonde grote moed tijdens de aanval op Loetsk, waar Izjaslavs broer Vladimir werd belegerd. Hij slaagde er echter niet in de stad in te nemen. Daarna verkreeg Andrej tijdelijk Dorogoboezj in Wolynië.
In de herfst van 1152 nam Andrej samen met zijn vader deel aan de 12-daagse belegering van Tsjernigov, die op een mislukking uitliep. Volgens latere kroniekschrijvers raakte Andrej hierbij ernstig gewond.
In 1153 werd Andrej door zijn vader geplaatst als heerser van Rjazan. Hij werd daar echter verdreven door Rostislav Jaroslavitsj, die met de Koemanen terugkeerde van de steppen.
Na de dood van Izjaslav Mstislavitsj en Vjatsjeslav Vladimirovitsj (1154) en de definitieve acceptatie van Joeri Dolgoroeki als vorst van Kiev, werd Andrej door zijn vader opnieuw geplaatst in Vysjgorod. Al in 1155 verliet hij dit echter, tegen de wens van zijn vader, voor Vladimir op de Kljazma. Van het Vysjgorodklooster nam hij het wonderbrengende icoon van de Maagd mee, dat later de naam Moeder Gods van Vladimir verkreeg en begon te worden vereerd als het grootste Russisch-Orthodoxe heiligdom. 
Op weg naar Rostov verscheen 's nachts de Moeder Gods in een droom aan de vorst, welke hem beval de icoon in Vladimir achter te laten. Andrej deed dat, en op de plaats van het visioen stichtte hij de stad Bogoljoeboje (nu Bogoljoebovo), dat zijn woonplaats werd.

## Vorst van Vladimir

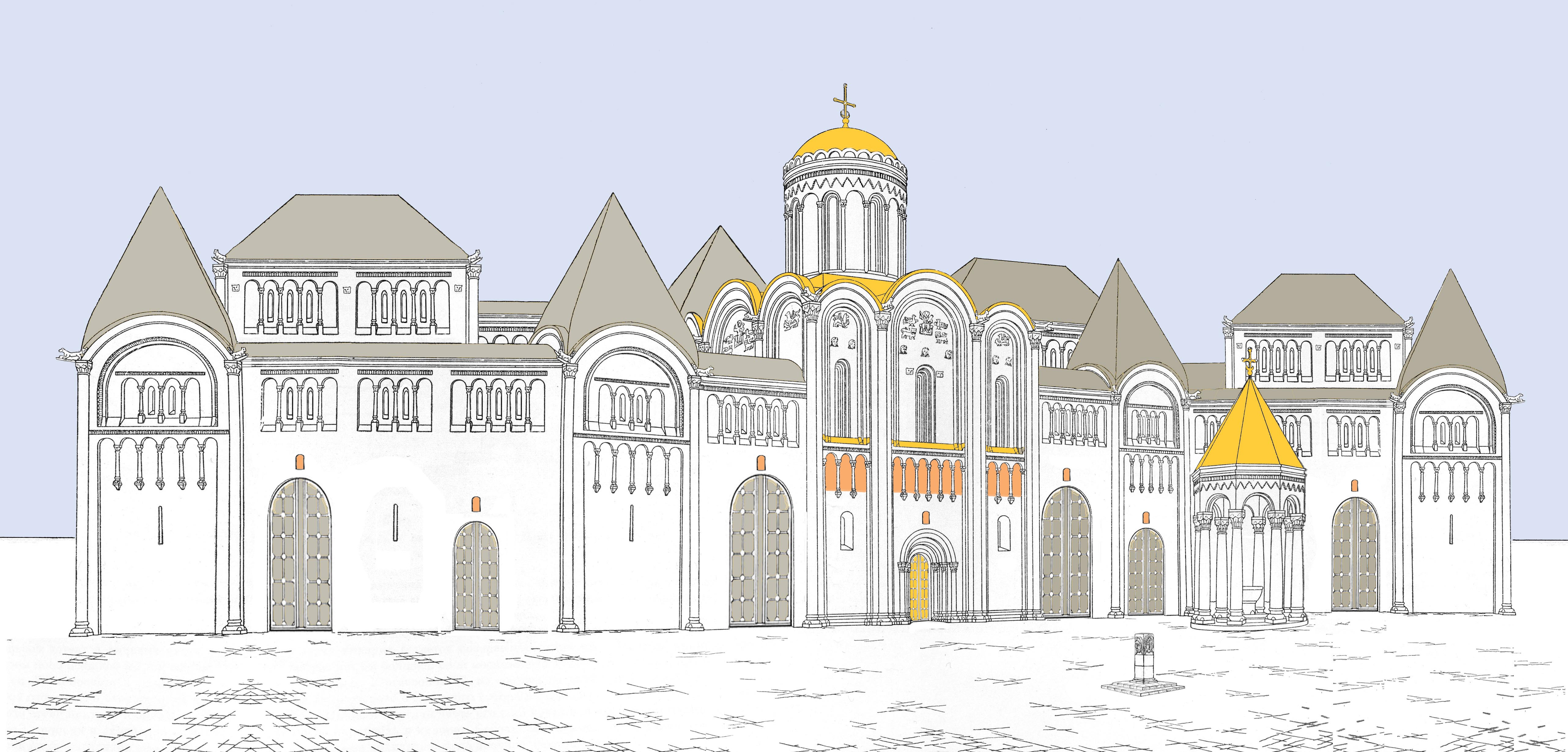
Reconstructie van het kasteel van Andrej Bogoljoebski (Sergej Zagrajevski, 2013)

Na de dood van zijn vader in 1157 werd hij vorst van Vladimir, Rostov en Soezdal. Nadat hij de autocraat van het hele Soezdal-land was geworden, verplaatste Andrej de hoofdstad van het vorstendom naar Vladimir. In 1158-1164 voegde hij de zogenaamde Nieuwe Stad toe aan het kremlin van Vladimir, een aarden fort met twee poorttorens van witte steen. Slechts een van de vijf buitenpoorten van het fort is tot op de dag van vandaag bewaard gebleven: de Gouden Poort, gedekt met verguld koper. De kathedraal van de Ontslapenis van de Moeder Gods en andere kerken en kloosters werden gebouwd. Tegelijkertijd ontstond in de buurt van Vladimir het vorstelijke kasteel van Bogljoebovo, de hoofdverblijfplaats van Andrej Bogoljoebski, van welke hij zijn bijnaam kreeg. Onder vorst Andrej werd in de buurt van Bogoljoebovo de kerk van de Bescherming van de Moeder Gods aan de Nerl gebouwd. Waarschijnlijk werd in 1156 onder direct toezicht van Andrej een fort gebouwd in Moskou (volgens de kroniek werd dit fort gebouwd door Dolgoroeki, maar op dat moment was deze in Kiev).
Volgens de Laurentiuskroniek ontving Joeri Dolgoroeki de kruiskus van de belangrijkste steden van het vorstendom Rostov-Soezdal op het feit dat zijn jongere zonen er zouden regeren, naar alle waarschijnlijkheid rekenend op de goedkeuring van de oudsten in het zuiden. Andrej was op het moment van de dood van zijn vader volgens het lestvitsa-systeem inferieur in anciënniteit aan beide belangrijkste kanshebbers voor de regering van Kiev: Izjaslav Davydovitsj en Rostislav Mstislavitsj. Alleen zijn broer Gleb Joerjevitsj slaagde erin zich in het zuiden te handhaven, waardoor diens vorstendom Perejaslavl zich afscheidde van Kiev (sinds 1155 was hij getrouwd met de dochter van Izjaslav Davydovitsj), en voor een korte tijd Mstislav Joerjevitsj in Porosje tot de definitieve acceptatie van Rostislav Mstislavitsj in Kiev in 1161. De andere zonen van Joeri Dolgoroeki moesten het land van Kiev verlaten, en alleen Boris Joerjevitsj, die al in 1159 kinderloos stierf, ontving een bescheiden erfdeel (Kideksja) in het noorden. 
In 1161 verdreef Andrej zijn stiefmoeder Olga uit zijn vorstendom, samen met haar kinderen Michail, Vasilko en de zevenjarige Vsevolod. In het land van Rostov waren er twee oudere vetsje-steden, Rostov en Soezdal. In zijn vorstendom probeerde Andrej Bogoljoebski weg te komen van de praktijk van vetsje-bijeenkomsten. Omdat hij alleen wilde regeren, verdreef Andrej vervolgens zijn broers en neven en de grote bojaren van zijn vader uit het land van Rostov. Andrej vertrouwde op zijn persoonlijke gevolgschap (droezjina) en de stadsmensen van Vladimir, en verbond zich met de handels- en ambachtskringen van Rostov en Soezdal.
In 1159 werd Izjaslav Davydovitsj uit Kiev verdreven door Mstislav Izjaslavitsj van Wolynië en het Galicische leger. Zijn zoon Rostislav Mstislavitsj werd de vorst van Kiev, en diens zoon Svjatoslav regeerde in Novgorod. In hetzelfde jaar veroverde Andrej de vesting Volokolamsk op Novgorod, en vierde hier het huwelijk van zijn dochter Rostislava met vorst Svjatoslav Vladimirovitsj van Vsjtsjizj, de neef van Izjaslav Davydovitsj. Izjaslav Andrejevitsj werd samen met de hulp van Moerom gestuurd om Svjatoslav bij Vsjtsjizj te helpen tegen Svjatoslav Olgovitsj en Svjatoslav Vsevolodovitsj. In 1160 nodigden de Novgorodiërs Andrej's neef Mstislav Rostislavitsj uit om te regeren, maar niet voor lang: het jaar daarop stierf Izjaslav Davydovitsj terwijl hij Kiev probeerde te veroveren, en Svjatoslav Rostislavitsj keerde voor meerdere jaren terug naar Novgorod.
In het politieke leven vertrouwde Andrej niet op de bojaren, maar op de jongere krijgers ("barmhartigen"), aan wie hij land in voorwaardelijk bezit verdeelde, een prototype van toekomstige landeigenaren en adel. 
In 1160 deed Andrej een mislukte poging om voor zijn vorstendom een onafhankelijke metropool te vestigen vanuit Kiev. Maar de patriarch van Constantinopel, Lucas Chrysoverg, weigerde Theodoor, de kandidaat van Andrej, zowel als metropoliet alsook tot bisschop van Rostov te wijden, en plaatste de Byzantijn Leon als bisschop. Er was daardoor enige tijd een dubbele macht in het bisdom, met Theodoor in Vladimir en Leon in Rostov. In de late jaren 1160 moest Andrej Theodoor naar de Kievse metropoliet Konstantin sturen, waar hij brutaal werd gestraft: de afgezette bisschop werd zijn tong en zijn rechterhand afgehakt.
Andrej Bogoljoebski probeerde bewust zijn hoofdstad Vladimir architectonisch gelijk te maken aan Kiev, en nodigde West-Europese architecten uit om in Vladimir kerken te bouwen. De trend naar grotere culturele onafhankelijkheid is ook terug te vinden in de introductie van nieuwe feestdagen in Vladimir, die in Byzantium niet werden geaccepteerd. Op initiatief van de vorst wordt aangenomen dat er nieuwe lokale feestdagen werden ingesteld in de Russische (Noordoostelijke) Kerk van de Barmhartige Verlosser (1 augustus) en de voorbede van de Allerheiligste Theotokos (1 oktober volgens de Juliaanse kalender).

### Mars op Kiev (1169)
Na de dood van Rostislav (1167) behoorde de anciënniteit bij de Ruriken voornamelijk toe aan Svjatoslav Vsevolodovitsj van Tsjernigov, de achterkleinzoon van Svjatoslav Jaroslavitsj (de oudsten in de familie Monomach waren de achterkleinkinderen van Vsevolod Jaroslavitsj, Vladimir Mstislavitsj, dan Andrej Bogoljoebski zelf). Mstislav Izjaslavitsj van Wolynië bezette Kiev, verdreef zijn oom Vladimir Mstislavitsj en plaatste zijn zoon Roman in Novgorod. Mstislav probeerde het beheer van het land van Kiev in eigen handen te concentreren, waartegen zijn neven, de Rostislavitsjen uit Smolensk, zich verzetten. Andrej Bogoljoebski profiteerde van de meningsverschillen en stuurde een leger onder leiding van zijn zoon Mstislav, dat werd vergezeld door bondgenoten: Gleb Joerjevitsj, Roman, Rurik, Davyd en Mstislav Rostislavitsj, Oleg en Igor Svjatoslavitsj, Vladimir Andrejevitsj, Andrej's broer Vsevolod en Andrej's neef Mstislav Rostislavitsj. Karamzin noemt onder de bondgenoten van Andrej die deelnamen aan de campagne ook de vorst van Polotsk en de legers van de Moeromse en Rjazanse vorsten. De bondgenoten van Mstislav van Kiev (Jaroslav Osmomysl van Galicië, Svjatoslav Vsevolodovitsj van Tsjernigov, Jaroslav Izjaslavitsj van Loetsk, Ivan Joerjevitsj van Toerov en de Vsevolodovitsjen van Grodno) voerden geen deblokkeringsaanval uit voor het belegerde Kiev. Op 12 maart 1169 werd Kiev ingenomen. Twee dagen lang plunderden de mensen van Soezdal, Tsjernigov, Smolensk en Polotsk de hoofdstad. Andrej's jongere broer Gleb Joerjevitsj van Perejaslavl regeerde nu in Kiev, Andrej zelf bleef in Vladimir.

### Mars op Novgorod (1170)

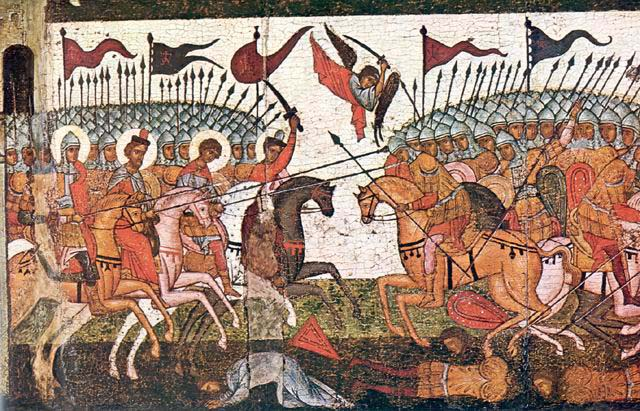
Slag tussen de Novgorodiërs en Soezdaliërs in 1170
- fragment van een icoon uit 1460

In 1168 kwamen de Novgorodiërs op tegen het bewind van Roman Mstislavitsj, de zoon van Mstislav Izjaslavitsj van Kiev. De eerste campagne werd gevoerd tegen de vorsten van Polotsk, de bondgenoten van Andrej. Toen viel Roman de volost Toropets van het vorstendom Smolensk aan. Het leger, geleid door Michail Joerjevitsj, dat door Mstislav was gestuurd om zijn zoon te helpen, werd onderweg onderschept door de Rostislavitsjen.
Tussen de verovering van Kiev en de campagne tegen Novgorod vertellen de kronieken een verhaal over een strijd tussen Novgorodiërs en Soezdaliërs in Zavolotsje, waarbij de overwinning naar de Novgorodiërs ging.
In de winter van 1170 kwamen de legers van Mstislav Andrejevitsj, Roman en Mstislav Rostislavitsj, Vseslav Vasilkovitsj van Polotsk, Rjazan en Moerom bij Novgorod. Op de 4e dag van het beleg, 25 februari, werd een aanval gelanceerd die de hele dag duurde. Tegen de avond versloeg Roman met de Novgorodiërs de Soezdaliërs en hun bondgenoten. De Novgorodiërs namen zoveel Soezdaliërs gevangen dat ze ze voor bijna niets verkochten (elk 2 nogaty).
In Novgorod brak echter al snel een hongersnood uit, en de Novgorodiërs gaven er de voorkeur aan vrede te sluiten met Andrej en nodigden Rurik Rostislavitsj uit om te regeren, en een jaar later Joeri Andrejevitsj Bogoljoebski.

### Belegering van Vysjgorod (1173)
Na de dood van Gleb Joerjevitsj tijdens diens bewind van Kiev (1171), bezette Vladimir Mstislavitsj Kiev, op uitnodiging van de jongere Rostislavitsjen en in het geheim van Andrej en van een andere belangrijke kanshebber voor Kiev, Jaroslav Izjaslavitsj van Loetsk, maar stierf al spoedig. Andrej gaf het bewind van Kiev daarop aan Roman, de oudste van de Smolensker Rostislavitsjen. In 1173 eiste Andrej dat Roman de Kievse bojaren uitleverde die verdacht werden van het vergiftigen van Gleb Joerjevitsj, maar deze weigerde. Als reactie hierop beval Andrej hem terug te keren naar Smolensk, waarop hij gehoorzaamde. Andrej gaf Kiev toen aan zijn broer Michail Joerjevitsj, maar in plaats daarvan stuurde hij zijn broer Vsevolod en neef Jaropolk naar Kiev. Vsevolod verbleef 5 weken in Kiev en werd gevangen genomen door Davyd Rostislavitsj. Rurik Rostislavitsj regeerde kort in Kiev.
Na deze gebeurtenissen eiste Andrej van de jongere Rostislavitsjen uit  het Russische land te gaan: Rurik naar zijn broer in Smolensk, Davyd naar Berlad tussen de Dnjestr en de Donau. Daarop antwoordde de jongste van de Rostislavitsjen, Mstislav de Dappere, dat de Rostislavitsjen hem eerder als vader hadden gehouden "uit liefde", maar niet toestonden dat ze als "dienstmaagden" werden behandeld. Andrej besloot hierop tot militaire acties.
Naast de troepen van het vorstendom Vladimir-Soezdal namen regimenten van de vorstendommen Moerom, Rjazan, Toerov, Polotsk en Gorodenski, het land van Novgorod, de vorsten Joeri Andrejevitsj, Michail en Vsevolod Joerjevitsj, Svjatoslav Vsevolodovitsj en Igor Svjatoslavitsj deel aan de campagne. Het aantal troepen werd door de annalen geschat op 50 duizend. De Rostislavitsjen kozen een andere strategie dan Mstislav Izjaslavitsj in 1169. Ze verdedigden Kiev niet. Rurik verschanste zich in Belgorod, Mstislav in Vysjgorod met zijn regiment en het regiment van Davyd, en Davyd zelf ging naar Galitsj om hulp te vragen aan Jaroslav Osmomysl. Andrej beval zijn leger Vysjgorod te belegeren en Mstislav gevangen te nemen. Na een beleg van 9 weken verkreeg Jaroslav Izjaslavitsj, wiens rechten op Kiev door de Olgovitsjen niet werden erkend, een dergelijke erkenning van de Rostislavitsjen, en zond de Wolynische en Galicische troepen om de belegerden te helpen. Nadat ze over de nadering van de vijand hadden gehoord, begonnen de belegeraars zich terug te trekken. Mstislav deed een succesvolle uitval. Velen verdronken bij het oversteken van de Dnjepr. 
Jaroslav Izjaslavitsj werd daarop vorst van Kiev.

### Campagnes in Wolga-Bulgarije

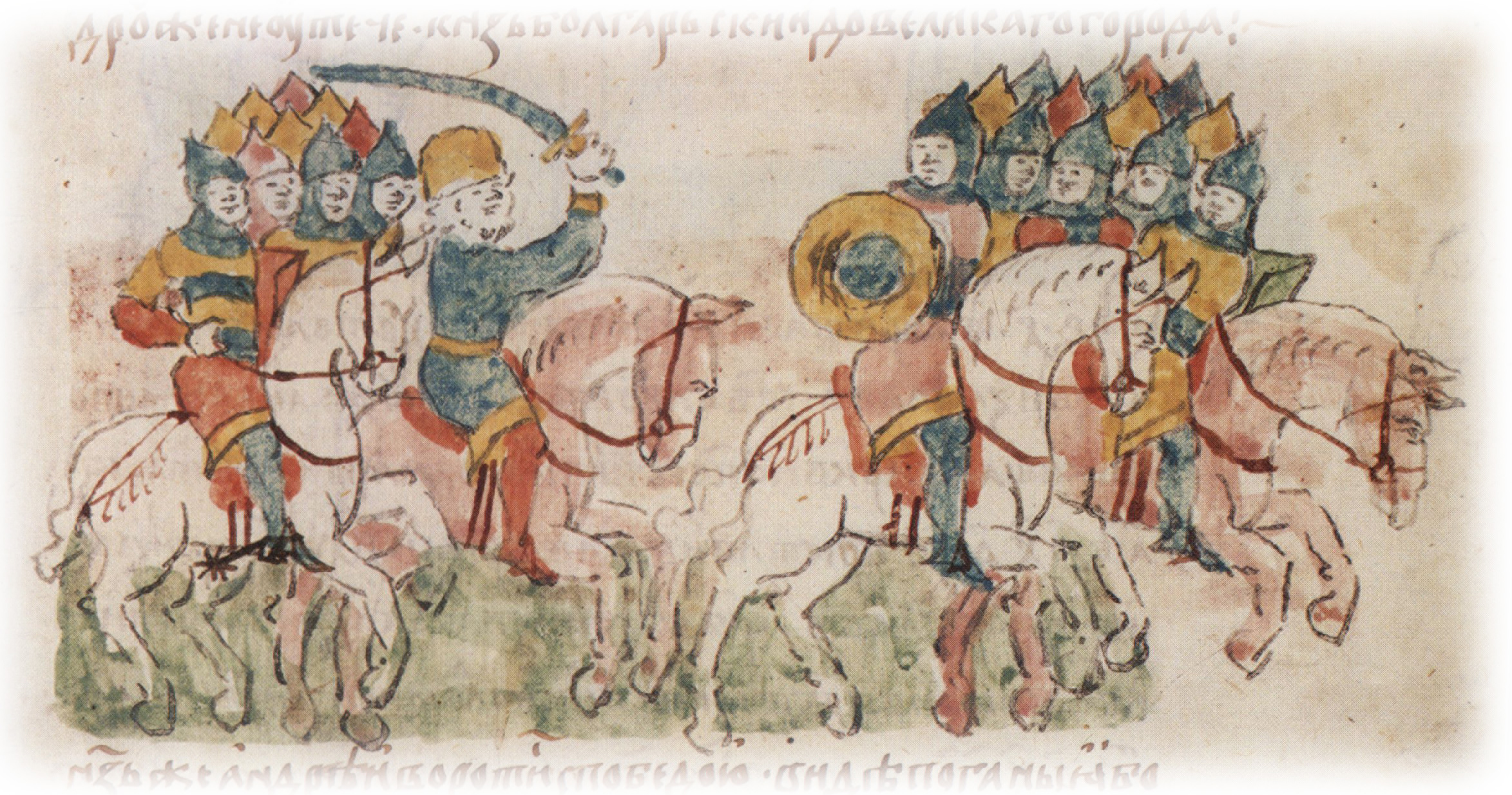
Vlucht van de resten van het Bulgaarse leger na de nederlaag tegen Andrej Bogoljoebski

In 1164 voerde Andrej met zijn zoon Izjaslav, zijn broer Jaroslav en vorst Joeri van Moerom de eerste campagne tegen de Wolga-Bulgaren na de veldtocht van Joeri Dolgoroeki in 1120. De Bulgaarse stad Brjachimov werd ingenomen en drie andere steden werden platgebrand.
In de winter van 1172 werd een tweede campagne georganiseerd, waaraan Mstislav Andrejevitsj en de zonen van de vorsten van Moerom en Rjazan deelnamen. De legers verenigden zich bij de samenvloeiing van de Oka in de Wolga maar wachtten tevergeefs op de bojaren. Deze gebeurtenissen getuigden van de extreme spanning in de relatie tussen de vorst en de bojaren, die dezelfde omvang bereikten als de conflicten tussen de vorst en de bojaren destijds aan de andere kant van het Kievse Rijk, in Halytsj. De vorsten trokken met hun gevolg het Bulgaarse land binnen en begonnen met overvallen. De Bulgaren verzamelden een leger en kwamen hen tegemoet. Mstislav koos ervoor om een confrontatie te vermijden vanwege de ongunstige krachtsverhoudingen.
De Roes' kronieken bevatten geen informatie over de vredesvoorwaarden, maar na een succesvolle veldtocht tegen de Wolga-Bulgaren in 1220 door Andrej's neef Joeri Vsevolodovitsj werd vrede gesloten "onder gunstige voorwaarden, zoals voorheen, zoals onder Joeri's vader en oom."

## Dood

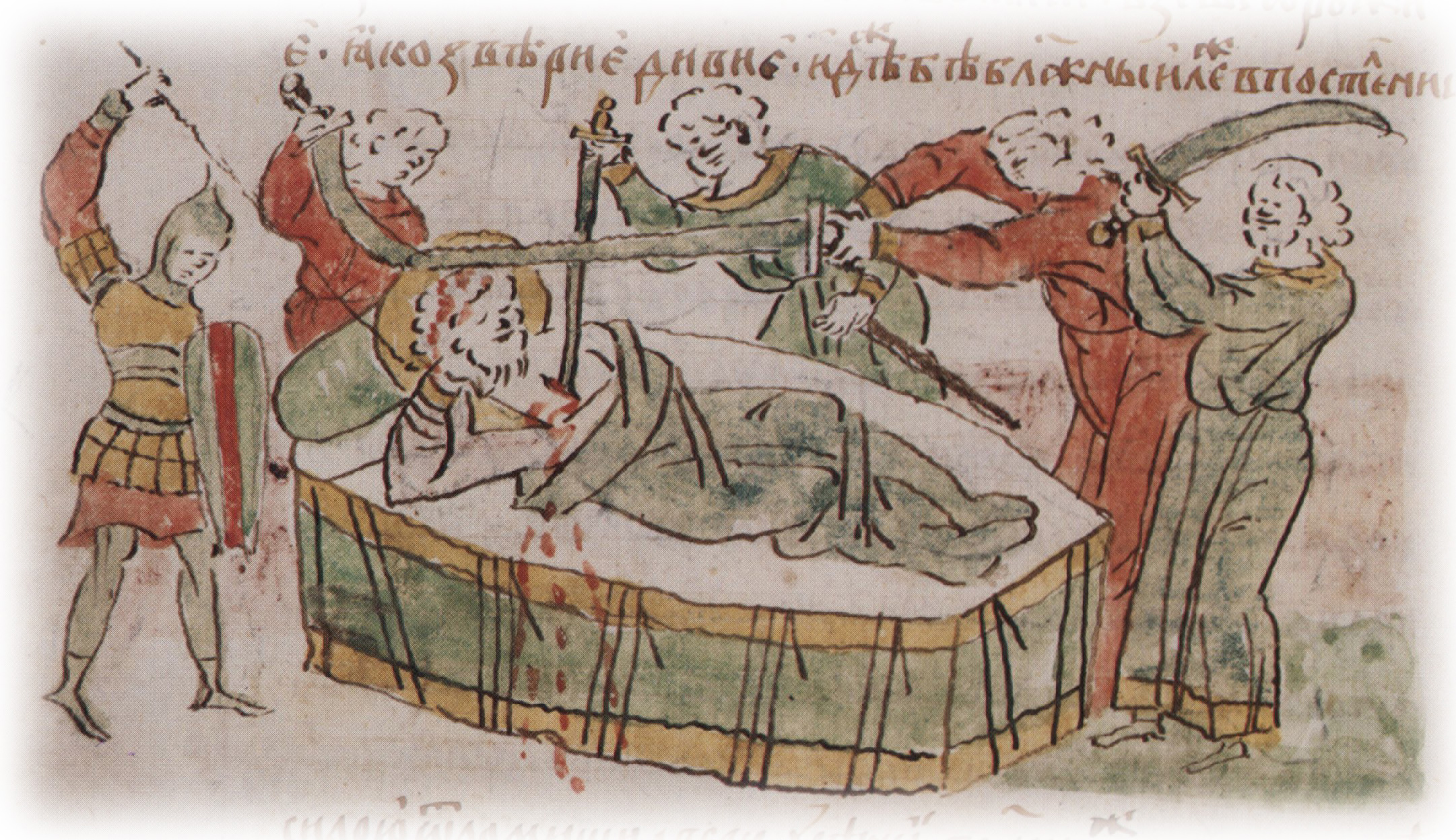
De moord op Andrej Bogoljoebski door de Koetsjkovitsjen
- miniatuur uit de Radziwiłłkroniek

De nederlaag van de troepen van Andrej Bogoljoebski in zijn poging in 1173 om Kiev en Vysjgorod te veroveren, verhevigde het conflict tussen Andrej en prominente bojaren. Deze onvrede manifesteerde zich ook tijdens de mislukte campagne tegen de Wolga-Bulgaren in 1172, en leidde tot een samenzwering tegen Andrej Bogoljoebski, waardoor hij in de nacht van 28 op 29 juni 1174 door zijn bojaren werd vermoord. 
Een gedetailleerd verhaal over de moord op de vorst werd opgetekend door een ooggetuige of uit de woorden van ooggetuigen en werd bewaard in een lange editie als onderdeel van de Kievkroniek, en in een korte als onderdeel van de Vladimirkroniek.  
De Ipatjevkroniek beschreef de omstandigheden van de moord aldus:  
De samenzweerders gingen eerst naar de wijnkelders in het vorstelijke kasteel in Bogljoebovo, dronken daar wijn en gingen toen naar de slaapkamer van de vorst.
Nadat ze de deur hadden opengebroken, stormden de samenzweerders op de vorst af. Andrej Bogoljoebski verzette zich lange tijd. Uiteindelijk viel hij, gewond en bebloed, onder de slagen van de moordenaars. Deze dachten dat hij dood was en vertrokken. De vorst werd wakker, ging de trap af en probeerde zich te verschuilen. Ze vonden hem door het bloedspoor, en stormden op hem af. Andrej eindigde zijn gebed met  "Heer, in uw handen vertrouw ik mijn geest toe!" en stierf. 
De vermeende plaats van de moord, onder de trappentoren, door een doorgang verbonden met de Moeder Gods-Geboortekathedraal van het Bogoljoebski-klooster, is tot op de dag van vandaag bewaard gebleven.
Het lichaam van de vorst werd op straat gegooid, terwijl de aanvallers het kasteel leegroofden. Volgens de Ipatjevkroniek bleef alleen zijn hoveling, een inwoner van Kiev, Koezmisjtsje Kiejanin, over om het lichaam van de vorst te nemen en hem naar de kerk te brengen. Pas op de derde dag na de moord begroef hegumen Arseny de vorst. Hegumen Theodulus (rector van de Maria-Hemelvaartkathedraal in Vladimir) kreeg samen met de geestelijkheid van de Maria-Hemelvaartkathedraal de opdracht om het lichaam van de vorst van Bogoljoebovo naar Vladimir te brengen en in de Maria-Hemelvaartkathedraal te begraven.

## Heiligverklaring

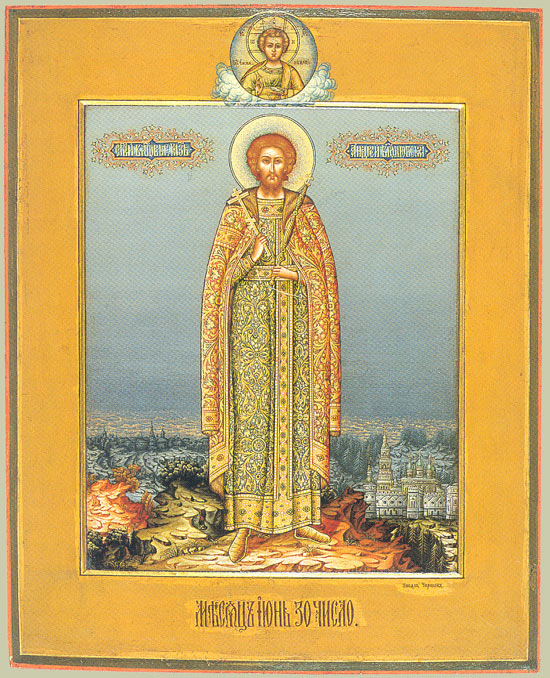
Icoon van de Heilige Andrej Bogoljoebski
- begin 20e eeuw, Hermitage

Andrej Bogoljoebski werd vooral vereerd door tsaar Ivan IV. Tijdens de voorbereidingen voor de Kazan-campagne in 1548-1552 bezocht de tsaar Vladimir herhaaldelijk en beval de vorsten en hiërarchen te herdenken die begraven waren in de Hemelvaartkathedraal. Ivan gaf ook opdracht om twee keer per jaar plechtige herdenkingsdiensten voor vorst Andrej te houden: op de dag van zijn moord en op de dag van de nagedachtenis van Andrej de Eerstgeroepene (13 december [O.S. 30 november]). Onder Ivan IV kreeg het concept van de Russische geschiedenis vorm, volgens welke Andrej Bogoljoebski, die het vorstendom Vladimir stichtte, aan de basis stond van de "Russische" autocratie.
Andrej Bogoljoebski werd door de Russisch-Orthodoxe Kerk gecanoniseerd in 1702, toen zijn relikwieën werden gevonden en geplaatst in een zilveren schrijn in de Hemelvaartkathedraal in Vladimir, gebouwd op kosten van patriarch Joseph. De verering werd ingesteld op de dag van de nagedachtenis van St. Andrejs van Kreta, vereerd in Rusland op 17 juli [O.S. 4 juli].
De overblijfselen van Andrej Bogoljoebski werden bewaard in de Andrejevski-kapel van de Maria-Hemelvaartkathedraal in Vladimir.
Sinds 2020 is Andrej Bogoljoebski, met de zegen van patriarch Kirill van Moskou en heel Rusland, de beschermheer van de RCB-troepen voor de verdediging van Rusland.

## Het lot van de overblijfselen
Het heiligdom met de relikwieën van de vorst werd in februari 1919 geopend door een commissie ter inspectie van de kathedraal van de Hemelvaart. Na een medisch onderzoek werd het stoffelijk overschot tentoongesteld voor het publiek. 
In 1934 werden de overblijfselen van de "antireligieuze afdeling" van het Historisch Museum van Vladimir, gevestigd in de kathedraal, overgebracht naar het Archeologisch Instituut van de Russische Academie van Wetenschappen in Leningrad. Daar werden ze geanalyseerd in het antropologisch röntgenlaboratorium door Dmitri Rochlin, die de gegevens in de kronieken over de omstandigheden van de moord op de vorst bevestigde. In februari 1935 werden de stoffelijke resten teruggegeven aan het museum en tentoongesteld in een glazen sarcofaag in het midden van de museumzaal.
De schedel werd in 1939 naar naar Michail Gerasimov in Moskou gestuurd, en keerde vervolgens terug naar Vladimir in 1943. Eind jaren vijftig kwamen de relikwieën terecht in het Nationaal Hstorisch Museum, waar ze tot in de jaren zestig bleven. In 1982 werden ze onderzocht door de forensisch medisch expert Mark Foerman, die de aanwezigheid van meerdere hakverwondingen aan het skelet van de vorst en hun overheersende linkerzijdige lokalisatie bevestigde.
Op 23 december 1986 besloot de Raad voor Religieuze Zaken dat het opportuun was om de relikwieën over te brengen naar de kathedraal van de Hemelvaart in Vladimir. Op 3 maart 1987 vond de overdracht van relikwieën plaats. Ze werden overgebracht naar het heiligdom op dezelfde plaats waar ze zich in 1174 bevonden.
In 2007-2008 werd opnieuw onderzoek gedaan naar de overblijfselen van Andrej Bogoljoebski met behulp van moderne methoden en technologieën. Ondanks het grote aantal wonden (16) kwamen forensische experts tot de conclusie dat slechts twee van de verklaarde 20 deelnemers aan het bloedbad de vorst daadwerkelijk hebben gedood. De directe oorzaak van de dood van de vorst was niet een dodelijke slag die een vitaal orgaan trof, maar acuut bloedverlies als gevolg van een ernstige bloeding.

## Cultureel erfgoed
Andrej Bogoljoebski stichtte een groot aantal kerken gewijd aan de Moeder Gods. Volgens de legende hielp de Moeder Gods via Haar Vladimir-icoon het leger van de vorst in de veldtocht tegen de Wolga-Bulgaren in 1164. Ter herinnering hieraan stelde Andrej nieuwe feestdagen in: De voorbede van de Allerheiligste Theotokos (14 oktober [O.S. 1 oktober]) (volgens een van de versies) en de Barmhartige Verlosser en Allerheiligste Theotokos (14 augustus [O.S. 1 augustus]), dat later in de liturgische kalender van de Russische Kerk kwam.
In de kring van de vorst (misschien gedeeltelijk door de vorst zelf), werden een aantal literaire werken gemaakt die de Moeder Gods verheerlijkten en het idee bevatten van haar bescherming van het vorstendom Vladimir-Soezdal
Vermoedelijk werd met de hulp van Andrej Bogoljoebski de eerste editie van het leven van de heilige bisschop Leontius van Rostov samengesteld. De relikwieën van Leontius en zijn opvolger, de heilige Jesaja, werden gevonden bij het leggen van de Maria-Hemelvaartkathedraal in Rostov in 1160 of in de daaropvolgende jaren. Al snel werden ze, met de directe deelname van vorst Andrej, plechtig overgebracht naar de nieuw gebouwde kathedraal.

## Huwelijken en kinderen
In 1148 trouwde Andrej's vader Joeri Dolgoroeki zijn zoon met Joelita, de dochter van de geëxecuteerde bojaar Stepan Ivanovitsj Koetsjka, die zich onderscheidde door haar buitengewone schoonheid. Ze nam deel aan een samenzwering tegen haar man en werd hiervoor in 1175 geëxecuteerd. Volgens een andere versie werd echter niet Joelita geëxecuteerd, maar de tweede, onbekende, vrouw van Andrej Bogoljoebski. Joelita is bevallen van zes kinderen:
- Izjaslav, een deelnemer aan de campagne tegen de Bulgaren van de Wolga; stierf in 1165
- Mstislav, overleden op 28 maart 1173
- Joeri, vorst van Novgorod in 1173-1175, in 1185-1189 de echtgenoot van de Georgische koningin Tamara; stierf rond 1190
- Rostislava, gehuwd met Svjatoslav Vsjtsjizjski
- een dochter, getrouwd met Oleg Svjatoslavitsj Starodoebski
- Gleb van Vladimir (1155?-1175), heilige, onbekend uit kronieken; volgens latere bronnen begon hij vanaf zijn twaalfde ijverig geestelijke literatuur te lezen, hield hij ervan om met monniken te praten, onderscheidde zich door christelijke deugden, en stierf hij op 20-jarige leeftijd kort voor de moord op zijn vader

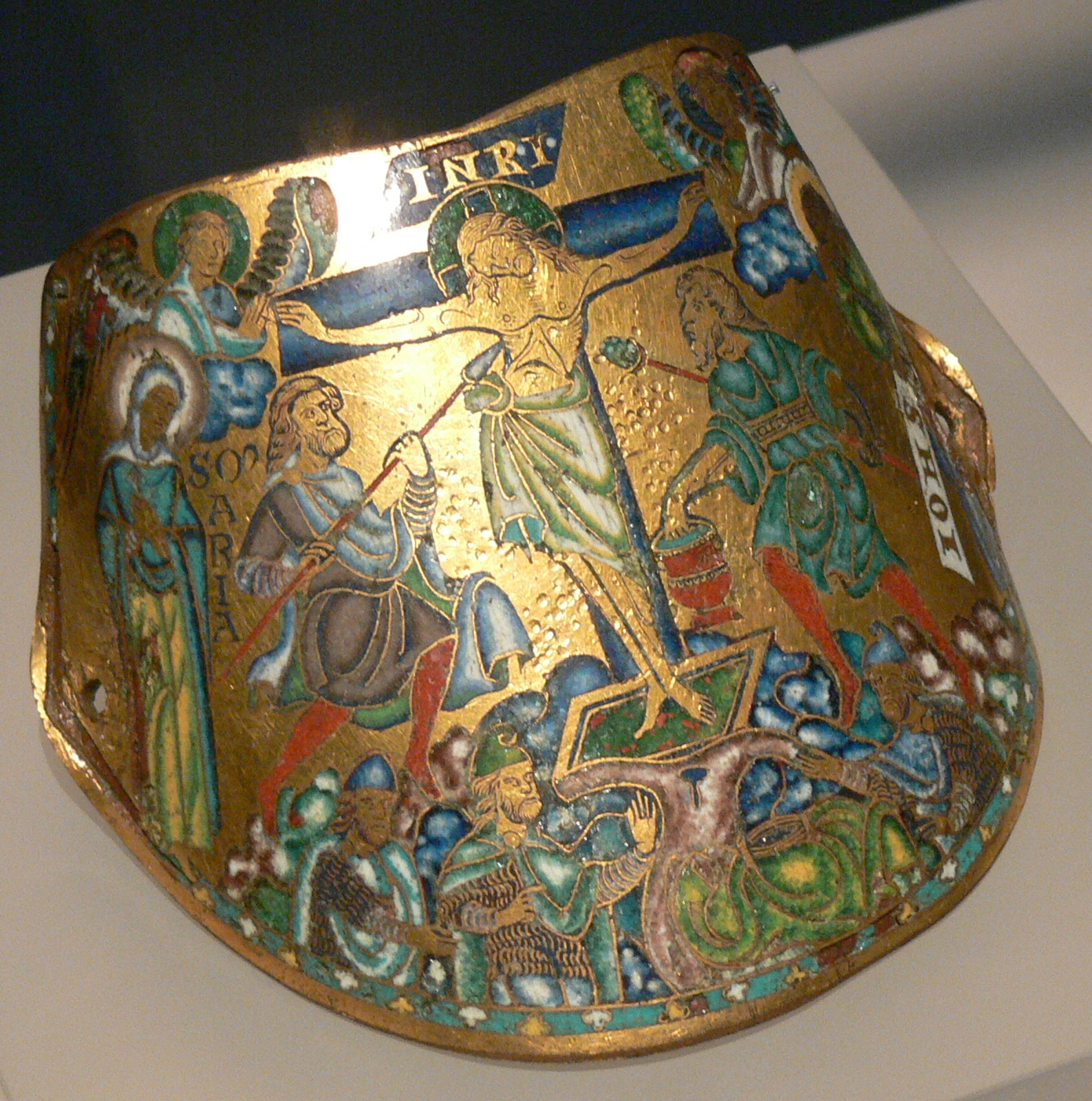
Schouders van Andrej Bogoljoebski- een geschenk van keizer Frederik I Barbarossa. Germanisches Nationalmuseum, Neurenberg
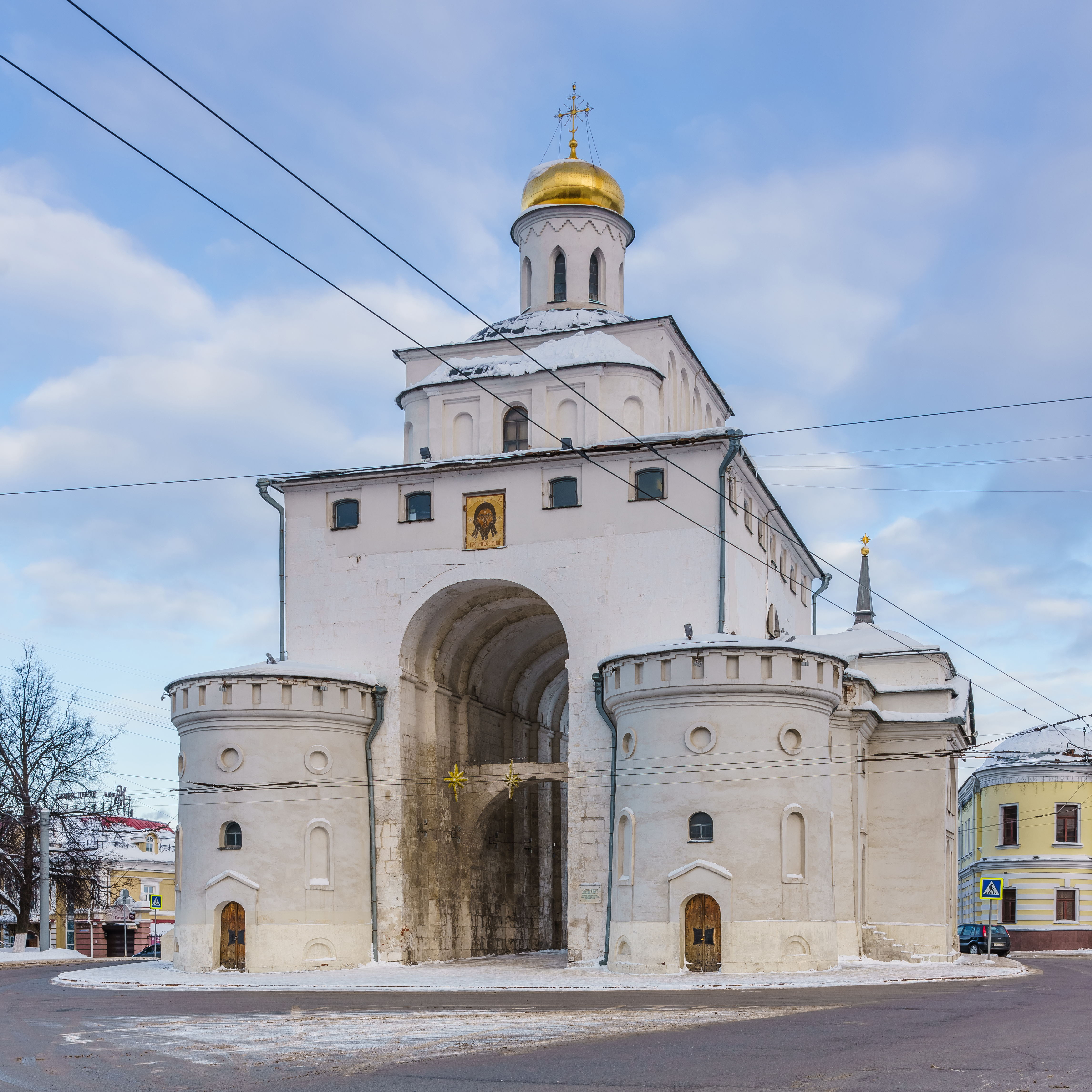
Gouden Poort in Vladimir
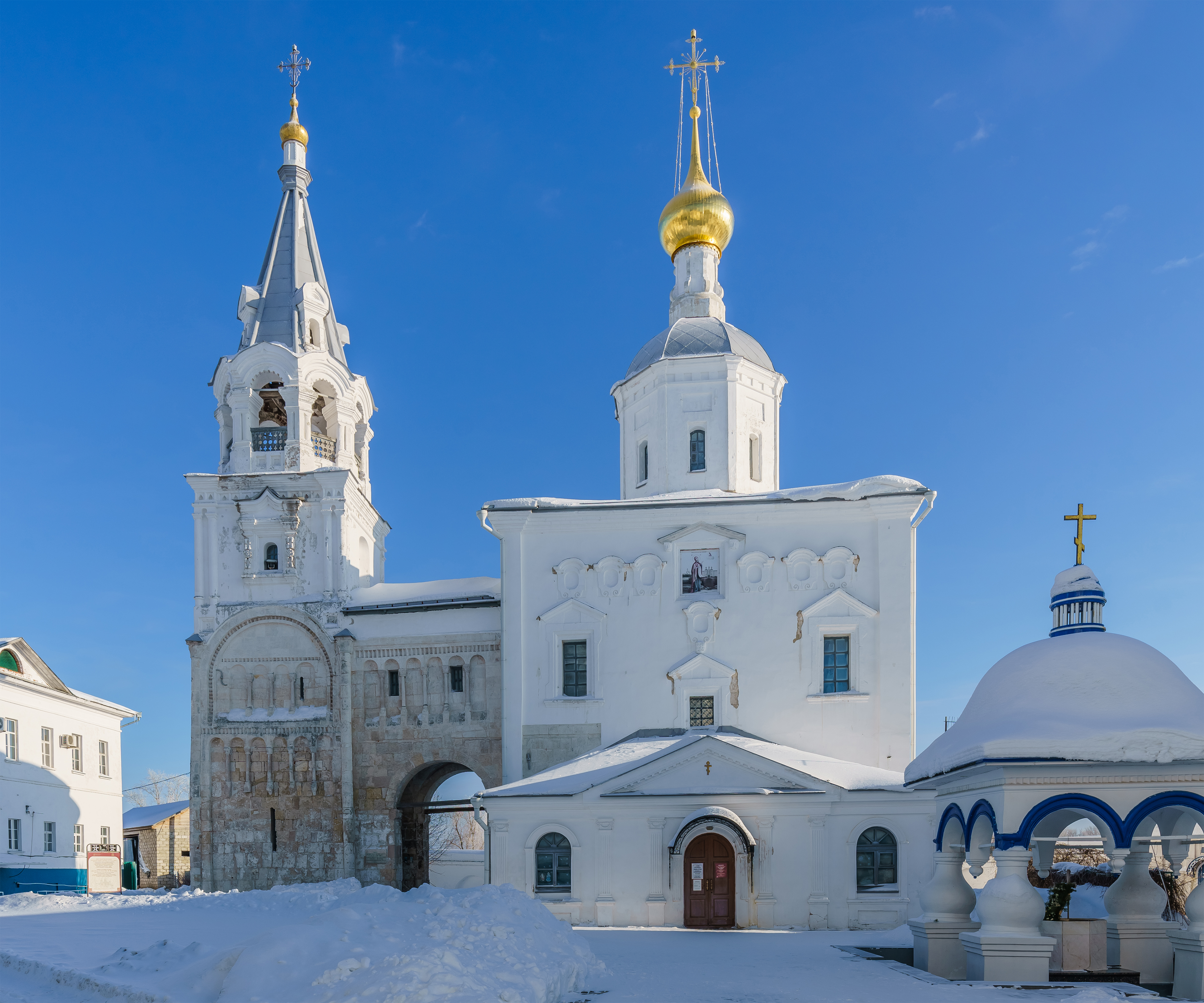
Kathedraal van de geboorte van de Maagd en de restanten van het paleis van de vorst (kruising en traptoren) in het Bogoljoebski-klooster, Bogljoebovo
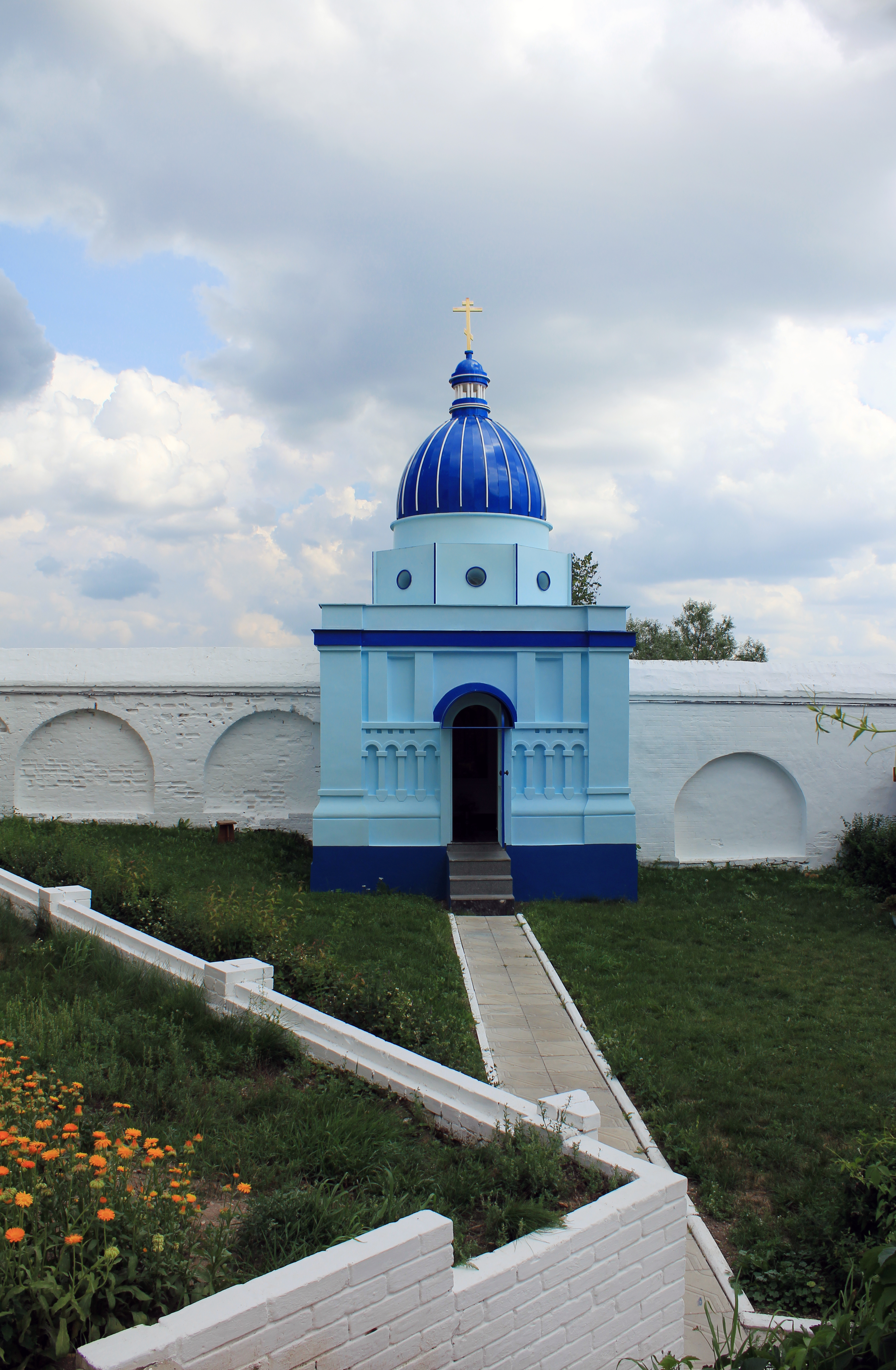
Kapel van St. Andrej Bogoljoebski in het Bogoljoebski-klooster
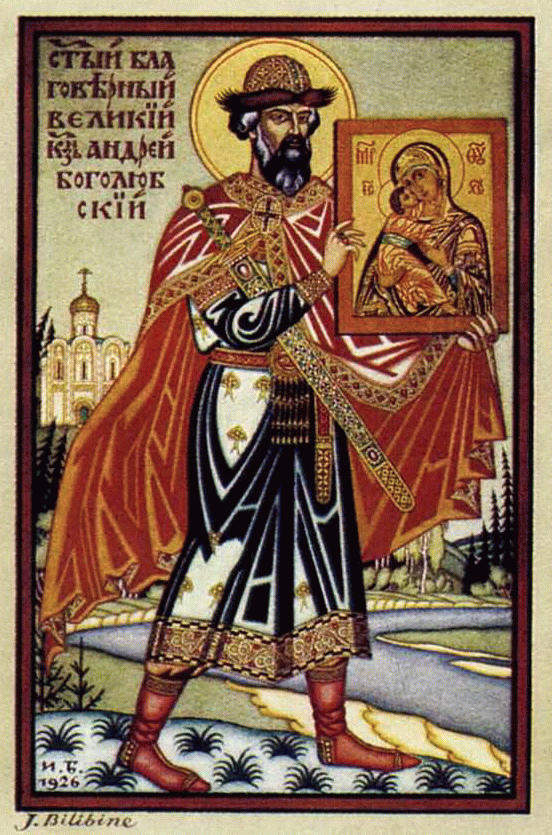
Ansichtkaart van Ivan Bilibin

- Gemeinsame Normdatei: 119523213
- International Standard Name Identifier: 0000 0001 2020 8448
- Library of Congress Control Number: nr95012161
- Nationale Bibliotheek van Tsjechië: js2011633947
- Russische Staatsbibliotheek: 000078887
- LIBRIS: 384560
- Système universitaire de documentation: 098417754
- Virtual International Authority File: 10658030
- WorldCat: E39PBJgd4h4rKCtq8tqX8WVgrq